# Ismaël Sow
Ismaël Sow (Tarbes, 19 februari 2001) is een Frans voetballer die in het seizoen 2021/22 door Girondins de Bordeaux wordt uitgeleend aan Royal Excel Moeskroen.

## Carrière
Sow genoot zijn jeugdopleiding bij Girondins de Bordeaux. In het seizoen 2017/18 maakte hij zijn opwachting bij het tweede elftal van de club, dat toen uitkwam in de Championnat National 3. In augustus 2021 leende de club hem voor één seizoen uit aan de Belgische tweedeklasser Royal Excel Moeskroen. Ook Excelsior Rotterdam, EA Guingamp en Amiens SC hadden interesse getoond om hem op huurbasis binnen te halen.